# 费奥多尔·多贝什
费奥多尔·伊万诺维奇·多贝什（俄语：Фёдор Иванович Добыш，1906年—1980年）是苏联的军事人物，曾参与过中日战争、苏芬战争及蘇德戰爭，是苏联战略火箭军的创立者之一。1962年升上将。列宁勋章获得者。
多贝什生于1906年3月5日（旧历2月21日），俄罗斯帝国莫吉廖夫省（今白俄罗斯的莫吉廖夫州）。出身于贫农家庭，早些时候曾在集体农庄工作。1925年，在顿涅茨克煤矿工作。之后参与了第聂伯河水电站的建设。1927年从扎波罗热的技术学校毕业。1928年10月加入苏联红军。
1937年9月，被指派前往中华民国训练国民党飞行员使用图波列夫SB轰炸机战斗。1937年9月15日，前往阿拉木图，参与苏联航空志愿队。1938年5月底结束任务，回到莫斯科。
1940年3月参与苏芬战争并于同年获得列宁勋章。
1972年退役，生活于莫斯科，并于1980年11月29日逝世于此。

## 脚注
1. ↑  КУРС НА ВОСТОК - Ф. И. ДОБЫШ （页面存档备份，存于）, В небе Китая. 1937-1940.